# Kamran Shirazi
Kamran Shirazi (ur. 21 listopada 1952 w Teheranie) – irański szachista, od 1987 reprezentant Stanów Zjednoczonych, a od 2006 – Francji, mistrz międzynarodowy od 1978 roku.

## Kariera szachowa
W latach 1972, 1974 i 1976 reprezentował Iran na szachowych olimpiadach. Pod koniec lat 70. zamieszkał w Stanach Zjednoczonych i w niedługim czasie stał się jednym z najbardziej aktywnych zawodników w kraju. Pomiędzy 1981 a 1988 rokiem pięciokrotnie triumfował w turniejach Southern California Open w Kalifornii. Wielokrotnie startował w turniejach międzynarodowych, jeden z największych sukcesów odnosząc w roku 1995 w otwartym turnieju rozegranym w Massy, gdzie zwyciężył m.in. przed Kiryłem Georgijewem, Andriejem Szczekaczewem, Petyrem Welikowem i Wencisławem Inkiowem. W 2004 podzielił II m. (za Aleksiejem Barsowem, wspólnie z Wadimem Małachatko, Andrei Istrățescu, Władimirem Ochotnikiem i Shojaatem Ghane) w Saint-Quentin, natomiast w 2005 wygrał w kolejnym openie w Paryżu, osiągając niecodzienny wynik 9 zwycięstw w 9 partiach. W 2008 podzielił I m. w Monachium (wspólnie m.in. z Cyrilem Marcelinem).
Kamran Shirazi jest posiadaczem trzech norm na tytuł arcymistrza, które zdobył w latach 1998 (w Le Touquet), 2002 (w Cannes) oraz 2006 (w Metz), jednakże tytułu tego nie otrzyma dopóki jego ranking nie osiągnie min. 2500 punktów (jego najwyższa dotychczasowa punktacja to 2486 pkt na liście FIDE w dniu 1 kwietnia 2002).
W roku 1993 wystąpił w filmie Szachowe dzieciństwo (ang. Searching for Bobby Fischer), w którym zagrał samego siebie. W filmie tym Shirazi jest mylnie tytułowany arcymistrzem (w rzeczywistości posiadał niżej zaszeregowany tytuł mistrza międzynarodowego).